# Филиппов, Никита Владимирович
Никита Владимирович Филиппов (родился 17 апреля 1997 года в посёлке Дружная Горка) — российский регбист, игрок команды «Локомотив-Пенза» и сборной по регби-7.

## Биография

### Клубная карьера
Регби стал заниматься с 3-го класса. В Новокузнецк приехал на просмотр в 16 лет и успешно его прошёл. В главной команде дебютировал в сезоне 2016 года, первый занос совершил 17 августа в матче против «Кубани». В 2017 году стал лучшим бомбардиром команды с 39 очками (3 попытки, 6 реализаций, 4 штрафных). В 2018 году набрал 80 очков, став одним из лучших бомбардиров чемпионата (он отметился пятью попытками, 11 реализациями и таким же количеством точных штрафных).
Часто игрока сравнивают по манере игры с одноклубником Львом Дерксеном.

### Карьера в сборной
Никита выступал в молодёжной сборной России. В 2017 году в составе сборной до 21 года завоевал «бронзу» на первенстве Европы по регби. Впервые во взрослую сборную по регби-15 вызывался в 2016 году Александром Первухиным на учебно-тренировочный сбор. В дальнейшем Никита становится постоянным игроком сборной России по регби-7.